# Wondai
Wondai – miejscowość w Queensland w Australii położona przy trasie Bunya Highway 241 kilometrów na północny zachód od Brisbane.  Według spisu ludności z 2006, Wondai zamieszkiwało 1402 osoby. Nazwa pochodzi od aborygeńskiegio słowa na psa dingo.
Pierwsi biali osadnicy pojawili się w rejonie Wondai w połowie XIX wieku.

## Urodzeni w Wondai
- Carl Rackemann – australijski krykiecista, reprezentant kraju
- Nathan Hauritz – australijski krykiecista, reprezentant kraju
- Chad Morgan – australijski muzyk country